# پرستون
پرستون (به انگلیسی: City of Preston) شهر است در شمال غربی انگلستان واقع در ناحیه شمال غربی انگلستان. جمعیت این شهر بر اساس آمار ۲۰۱۸ حدود ۱۴۱٬۸۱۸ نفر است.

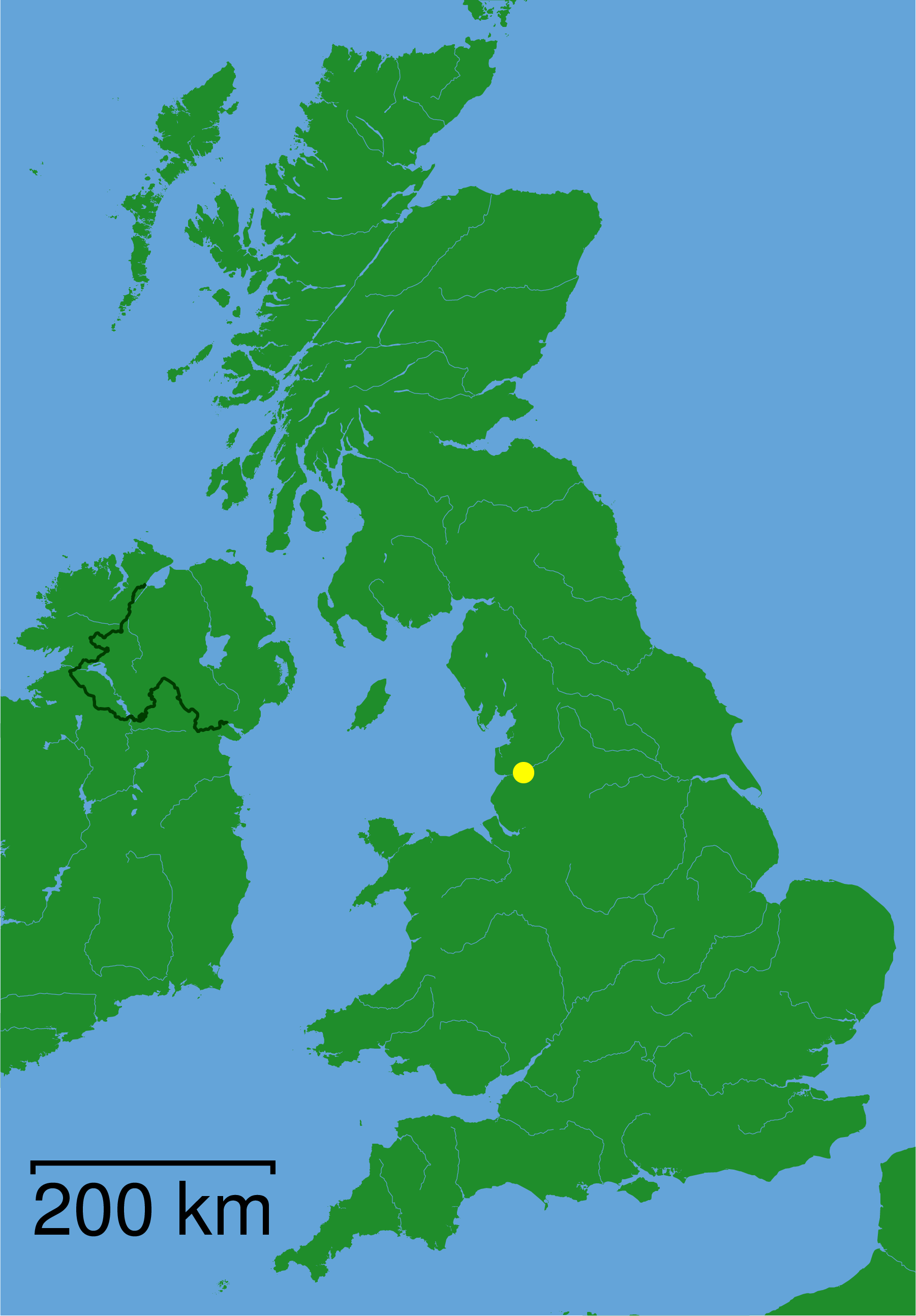